# همیشه بی‌پروا
همیشه بی‌پروا (انگلیسی: Daredevil for anything) (به هندی: Etharkkum Thunindhavan) که همچنین با سرواژه یی‌تی (ET) هم شناخته می‌شود، فیلم اکشن دلهره‌آور هندی تامیل-زبان، محصول سال ۲۰۲۲ است که نویسندگی و کارگردانی آن بر عهده پاندیراج بود و توسط سان پیکچرز ساخته شد. بازیگران اصلی فیلم سوریا، پریانکا آرول موهان و وینای رای هستند.
فیلمبرداری در روز ۱۵ فوریه ۲۰۲۱ شروع شد و علیرغم از دست دادن سه ماه فعالیت فیلمبرداری به علت محدودیت‌های کووید ۱۹، در میانه‌های ماه نوامبر خاتمه یافت. فیلمبرداری این فیلم به‌طور عمده در مکان‌های مختلفی از چنای، مادورای، کارایکودی (Karaikudi) و کورتالام انجام گرفت که سکانسی از آواز هم در گوا فیلمبرداری شد.
فیلم همیشه بی‌پروا در روز ۱۰ مارس ۲۰۲۲، به‌طور همزمان با نسخه‌های دوبله شده به زبان‌های تلوگو، هندی، مالایالم و کنادا اکران گردید. این فیلم نظرات مثبت منتقدان را دریافت کرد و در سراسر جهان به فروش ناخالصی بالغ بر ۱۷۵–۲۰۰ کرور روپیه دست یافت.